# Hirsi Magan Isse

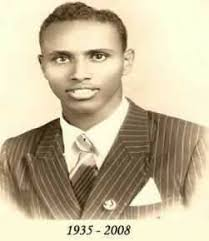
Hirsi Magan Isse

Hirsi Magan Isse (alternatieve spellingen: Xirsi/Hersi Magan Ciisse) (1935 - Londen, 2008) was een wetenschapper en een van de leidende figuren van de Somalische revolutie. Hij is een voormalige krijgsmakker van president Abdullahi Yusuf Ahmed en de vader van het voormalig Tweede Kamerlid Ayaan Hirsi Ali.

## Biografie
Hirsi Magan Isse werd geboren te Somalië in 1935 als een van de negen kinderen van Magan Isse Guleid. Hij behoorde tot de stam van de Darod, clan-familie Harti, clan Majerteen, sub-clan Osman Mahamoud. Magan Isse was een van de leidende figuren van het SSDF (het Somali Salvation Democratic Front), een van de vele strijdende partijen in de Somalische Burgeroorlog.
Na de moord op president Abdirashid Ali Shermarke en de komst van de regering van Siad Barre in oktober 1969, werd Magan Isse gezien als gevaarlijk voor de nieuwe machthebbers en werd hij een tijdlang gevangengezet. Een van de doelstellingen van Siad Barre (lid van de Darod-Marehan clan) was de beperking van de macht van de Darod-Majerteen in de regering van Somalië. In 1976 vluchtte Magan Isse van Somalië naar Saoedi-Arabië. In datzelfde jaar had Siad Barre alle politieke partijen verboden met uitzondering van de SRSP (Somali Revolutionaire Socialistische Partij) en in Rome werd het SODAF (voorloper van het SSDF) opgericht. Het volgende jaar verhuisde Magan Isse van Saoedi-Arabië naar Ethiopië. In dat land maakte hij van 1977 tot 1978 de Ogaden Oorlog mee, een van de bloedigste conflicten die ooit op het Afrikaanse continent plaatsvonden. In 1980 koos hij Nairobi, Kenia als woonplaats voor zijn gezin. Zelf verbleef hij meestal in Somalië en Ethiopië. In de zomer van 1982 speelde het SSDF (het Somali Salvation Democratic Front) een sleutelrol in het tweede gewapende conflict tussen Somalië en Ethiopië. Het SSDF voerde, gesteund door de Ethiopische luchtmacht guerrilla-activiteiten uit, gericht op sabotage van het Somalische leger. Magan werd een nationaal bekende figuur in die tijd als samensteller en presentator van Radio Kulmis (Somali voor 'Eenheid), dat anti-Barre programma's uitzond vanuit Addis Abeba, Ethiopië (1979-1981). Twee plaatsen in de Ogaden werden veroverd op het leger van Siad Barre, maar kwamen toch uiteindelijk niet in handen van het SSDF. Later, in 1988 stond Magan Isse aan het hoofd van een opstand bij Eyl in het district Nugaal. Nugaal is een district van de provincie Puntland en wordt vooral bewoond door Majerteen van de sub-clans Omar en Isa Mahamoud. Deze opstand van het SSDF, die begon in het zuidelijk deel van Nugaal en Bari en het westelijk deel van Mudug zou uiteindelijk leiden tot de autonomie van de provincie Puntland in 1998.
Magan Isse is viermaal getrouwd geweest en heeft uit die huwelijken vijf dochters en één zoon. Uit zijn tweede huwelijk stammen zoon Mahad, dochter Ayaan en jongste dochter Haweya. Haweya is omstreeks 1998 overleden.
Hij heeft gestudeerd in Italië en in de Verenigde Staten, aan de Columbia University te New York. Hij staat als taalkundige en cultureel antropoloog bekend als voorvechter van het Somalisch schrift, het Osmanya. Dit in tegenstelling tot voormalig regeringsleider Siad Barre, die in 1970 het Latijns schrift tot standaard verhief in Somalië.

## Voetnoot
Volgens een verklaring van Ayaan Hirsi Ali en haar broer Mahad, heette de vader van Hirsi Magan Isse aanvankelijk Ali Isse Guleid, maar veranderde hij zijn naam in Magan Isse Guleid nadat hij, in 1970, zijn moed op het slagveld bewezen had.